# St. Michael (Dirlewang)

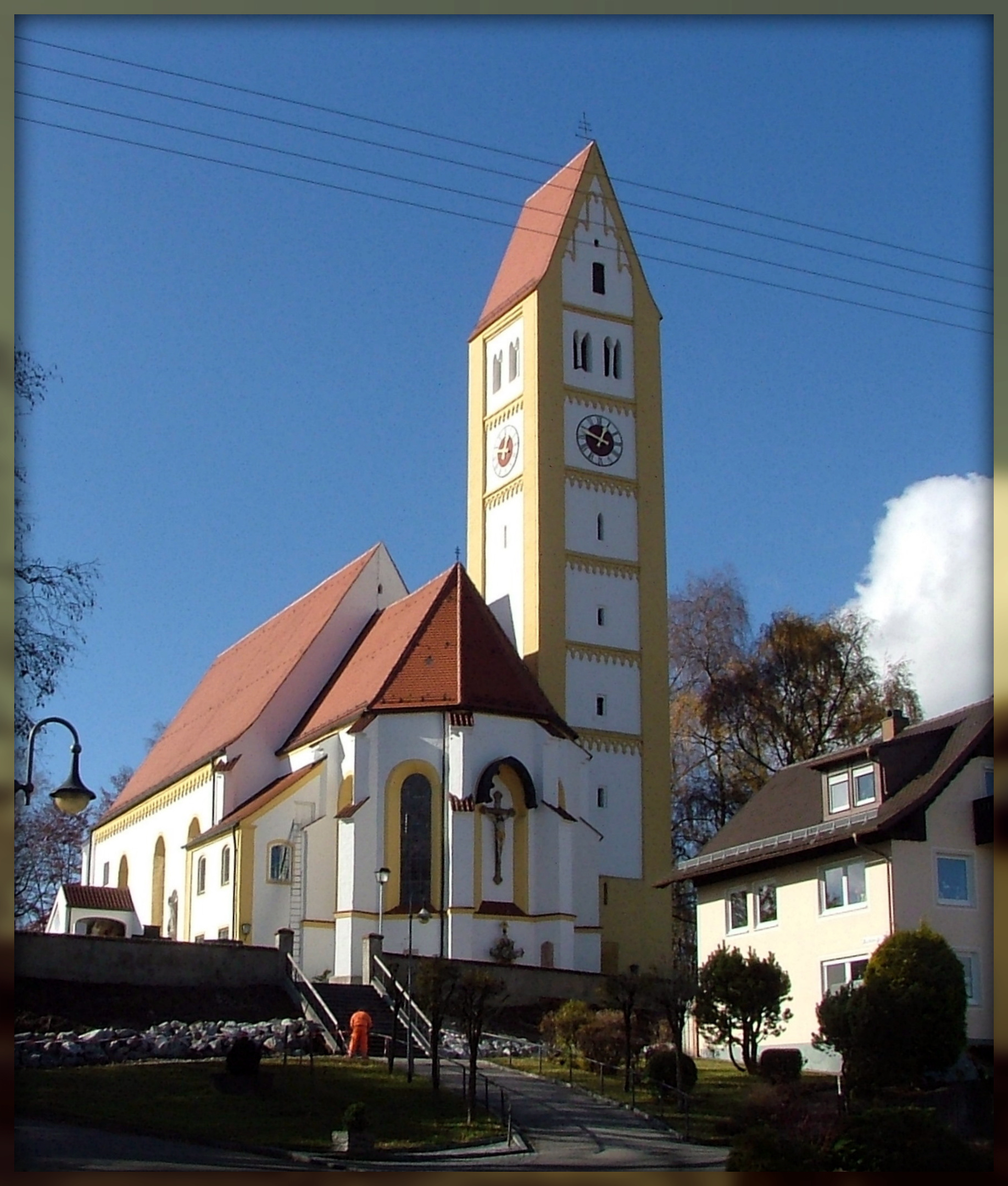
St. Michael in Dirlewang

Die römisch-katholische Pfarrkirche St. Martin steht in Dirlewang, einem Markt im schwäbischen Landkreis Unterallgäu in Bayern. Das Bauwerk ist in der Liste der Baudenkmäler in Dirlewang als Baudenkmal unter der Nr. D-7-78-127-3 eingetragen. Die Pfarrei gehört zum Dekanat Mindelheim des Bistums Augsburg.

## Beschreibung

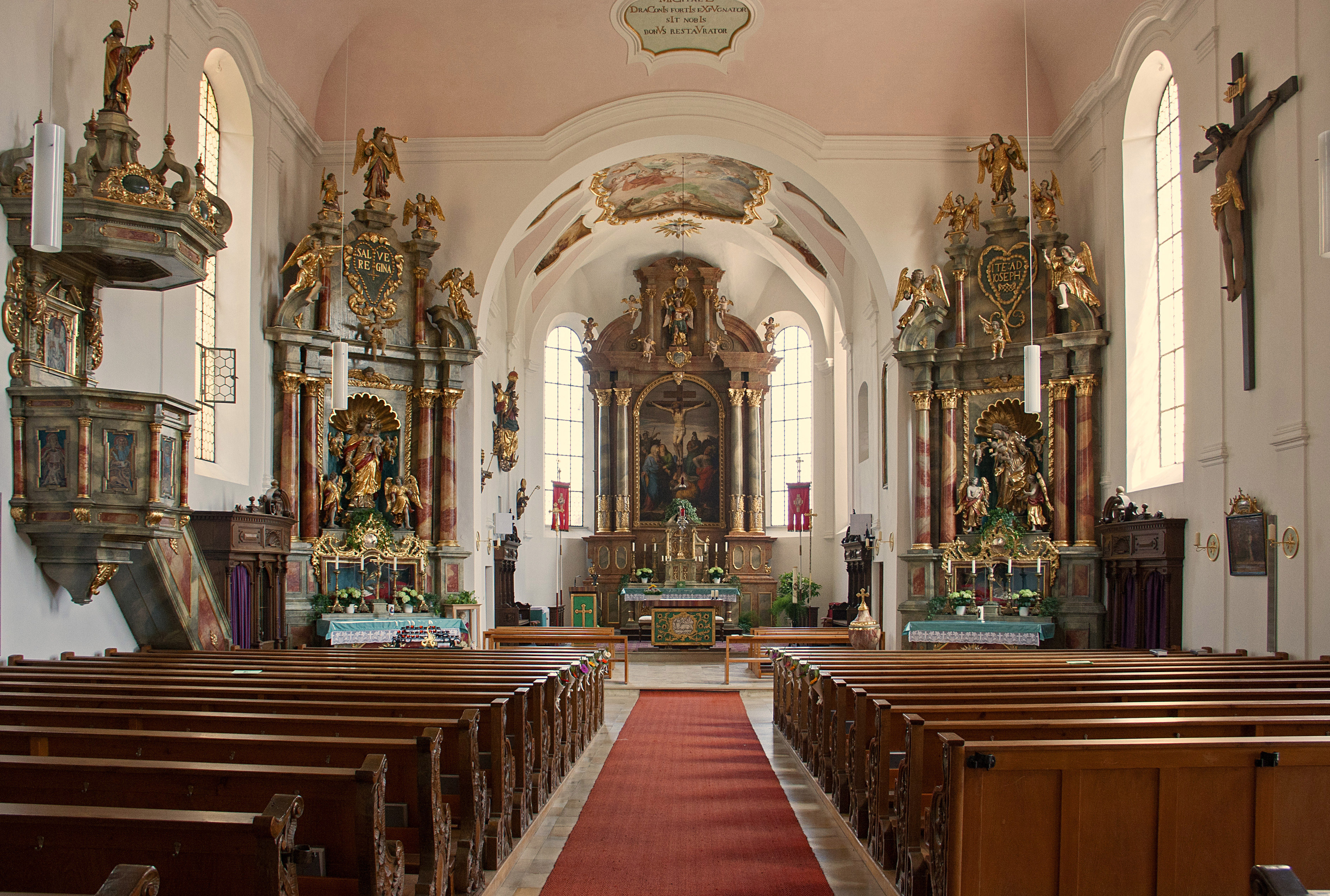
Blick zum Chor

Die in der zweiten Hälfte des 15. Jahrhunderts erbaute und um 1780 umgestaltete Saalkirche besteht aus einem Langhaus, einem eingezogenen, dreiseitig geschlossenen, von Strebepfeilern gestützten Chor im Osten, einem Chorflankenturm, der mit einem Satteldach bedeckt ist, an der Nordwand und der Sakristei an der Südwand des Chors. Außen, im Scheitel des Chors, hängt ein Kruzifix, das um 1520 entstanden ist. Das oberste Geschoss des Chorflankenturms beherbergt hinter den Klangarkaden den Glockenstuhl mit vier Kirchenglocken, das Geschoss darunter die Turmuhr. Der Innenraum des Langhauses ist mit einem Spiegelgewölbe überspannt, der des Chors mit einem Stichkappengewölbe. Die Fresken wurden um 1780 von Johann Baptist Enderle angefertigt. An der Brüstung der unteren Empore ist die Heilige Familie dargestellt. Auf dem Altarretabel des Hochaltars hat Johannes Kaspar 1857 die Kreuzigung dargestellt. Die von Julius Schwarzbauer 1913/14 errichtete Orgel mit 23 Registern, 2 Manualen und einem Pedal wurde 1963 durch eine neue von der Orgelbau Schmid ersetzt.